# 고윤정 (바둑 기사)
고윤정(~ )은 대한민국의 여류 아마 바둑 기사이다.

## 학력
- 예일초등학교